# Lycinus gajardoi
Espèce
Synonymes
- Parachubutia gajardoi Mello-Leitão, 1940

Lycinus gajardoi est une espèce d'araignées mygalomorphes de la famille des Pycnothelidae.

## Distribution
Cette espèce est endémique du Chili. Elle se rencontre vers dans les régions d'Atacama et de Coquimbo.

## Description
Le mâle holotype mesure 18 mm.
Le mâle décrit par Goloboff en 1995 mesure 19,60 mm et la femelle 21,65 mm.

## Systématique et taxinomie
Cette espèce a été décrite sous le protonyme Parachubutia gajardoi par Mello-Leitão en 1940. Elle est placée dans le genre Lycinus par Schiapelli et Gerschman en 1967.

## Étymologie
Cette espèce est nommée en l'honneur de Roberto Gajardo Tobar.

## Publication originale
- Mello-Leitão, 1940 : « Aracnidos de Copiapo (Atacama) y de Casablanca. » Revista Chilena de Historia Natural, no 44, p. 231-235.